# Rădmănești
Rădmănești – wieś w Rumunii, w okręgu Temesz, w gminie Bara. W 2011 roku liczyła 49 mieszkańców.